# (37200) 2000 WC93
2000 WC93 (asteroide 37200) é um asteroide da cintura principal. Possui uma excentricidade de 0.07543250 e uma inclinação de 8.65881º.
Este asteroide foi descoberto no dia 21 de novembro de 2000 por LINEAR em Socorro.